# 9279 Seager
9279 Seager eller 1981 EY12 är en asteroid i huvudbältet som upptäcktes den 1 mars 1981 av den amerikanska astronomen Schelte J. Bus vid Siding Spring-observatoriet. Den är uppkallad efter den kanadensisk-amerikanska astronomen Sara Seager.
Asteroiden har en diameter på ungefär 4 kilometer.